# گوردون اولیور
گوردون اولیور (انگلیسی: Gordon Oliver; ۲۷ آوریل ۱۹۱۰ – ۲۶ ژانویهٔ ۱۹۹۵) بازیگر، تهیه‌کننده فیلم اهل ایالات متحده آمریکا بود.
از فیلم‌ها یا برنامه‌های تلویزیونی که وی در آن نقش داشته‌است می‌توان به داستان لاس وگاس، پلکان مارپیچ، جزبل، بلاندی، سن کوئنتین، و روزهای بهشتی اشاره کرد.